# دلبر افسونگر جنگل
دلبر افسونگر جنگل (انگلیسی: Jungle Siren) فیلمی آمریکایی به کارگردانی سام نیوفیلد است که در سال ۱۹۴۲ منتشر شد. از بازیگران آن می‌توان به آن کوریو و باستر کرب اشاره کرد.